# 帥眾
帥衆（1567年—1640年），字我一，别號五實，江西南昌府奉新縣民籍。
万历二十二年（1594）江西鄉試舉人，四十四年丙辰科進士，授浙江淳安县知县，調繁金華縣，四十七年擢浙江道御史，时逆珰魏忠贤擅政，众抗疏指陈时政，语侵魏忠贤和天启皇帝，首辅叶向高上疏救免，贬保定府。尋復職，巡按直隸長廬鹽政、西宁茶马，晋太仆寺添注少卿。崇禎元年，督催闽饷。历都察院左副都御史。丁内艰归，崇禎十三年卒。

## 引用
1. ↑  《萬曆四十四年丙辰科進士序齒録》